# Estadio José Antonio Anzoátegui
El Estadio Monumental de Puerto La Cruz José Antonio Anzoátegui es un estadio ubicado en la ciudad venezolana de Puerto La Cruz, en el sector Las Garzas. Se ubica en el Complejo Polideportivo Simón Bolívar, anteriormente conocido como «Complejo Polideportivo Luis Ramos». El antiguo estadio fue inaugurado el 8 de diciembre de 1965 por el entonces presidente de la república, Raúl Leoni. Fue bautizado con su nombre actual en 2007, en honor del general y héroe de la independencia venezolano José Antonio Anzoátegui.
Bajo la gestión del gobernador de Anzoátegui, Tarek William Saab, se llevó a cabo una remodelación, renovación y ampliación del estadio que sería una de las sedes de la Copa América 2007. La obra implicó prácticamente partir desde cero, demoliendo casi por completo el estadio anterior. Como resultado, se logró transformar el estadio en un recinto moderno y funcional, con un aforo ampliado para albergar a un mayor número de espectadores.  
El estadio de fútbol posee una capacidad máxima de 40 000 espectadores, posee en sus diversos niveles un sistema de circuito cerrado, cámaras de seguridad y vigilancia, 2 módulos policiales en las inmediaciones, 4 vestuarios para fútbol, 4 oficinas temporales, una oficina para la Federación Venezolana de Fútbol, y otra para la FIFA, sala de control antidopaje, 2 vestuarios para atletismo, capilla, gimnasio, un auditorio para 200 personas, 8 expendios de comida, sala de control de acceso, enfermería, una terraza para la ubicación de cámaras de televisión, bar vip, restaurante, 4 ascensores, 24 cabinas de transmisión, todo esto para cuando se terminen los trabajos realizados por el gobierno central y estadal, a finales de mayo o principios de junio de 2007, en julio de 2006 el Consejo Legislativo del estado Anzoátegui aprobó 25 000 millones de bolívares para acelerar los trabajos de remodelación del estadio, en el que se han invertido en total más de 100 000 millones de bolívares.

## Instalaciones
Este escenario alberga 37 485 espectadores gracias a una inversión de 90 000 millones de bolívares. Cabe resaltar que el monto se eleva a 164 000 millones de bolívares debido a que este complejo posee una cancha alterna con tribuna, dos estadios en uno. Su ubicación está junto a la legendaria cancha de los Marinos de Anzoátegui, equipo de baloncesto del estado y reconocido con el adjetivo deportivo popular como La caldera del diablo.
Las tribunas cuentan con 4 niveles, uno de ellos totalmente techado, 4 ascensores y un sistema de rampas que conducen a los niveles de los cinco pisos para jugadores, espectadores y autoridades hacia los palcos y la sala vip.
La tribuna "A" techada en forma de arco y que se extiende a lo largo de 180 metros, es asiento de 4 camerinos. Allí está ubicada la sala vip, considerada como una de las mejores de Sudamérica con capacidad de 180 personas, además posee puestos de comida, baños y un centro de comunicaciones.
Un dato interesante es que el estadio se puede vaciar en solo 8 minutos mediante el sistema de rampas. Además, la estructura del techo tiene un peso de 800 toneladas.
La obra acumula más de 3000 toneladas de acero estructural, y se han vaciado 15 000 toneladas de concreto, es decir, más de 150 000 metros cúbicos en movimiento de tierra.
Arquitectónicamente el estadio fue concebido por profesionales de la región, un escenario creado para el Complejo Deportivo Simón Bolívar, totalmente nuevo y bajo los estándares mundiales.
La situación geográfica del estadio se ubica respetando la posición del sol, debido a que los juegos se realizarán en horas de la tarde. Ni el factor de la luz natural ni la brisa por el tamaño de las tribunas, afectará el desarrollo de los mismos.
Una pantalla de alta resolución en imagen le da mayor impacto visual a las características del escenario junto con dos torres de iluminación y un hermoso arco de luz alrededor del techo.
La grama bermuda utilizada en los mejores estadios del mundo, es totalmente nueva. El campo de juego tiene un drenaje de emparedado pertinente en caso de que caiga una lluvia muy fuerte y el engramado se llene de lagunas. La capa de piedras perforadas debajo del estadio produce un efecto de filtro que no permite "esponjar" el agua, en resumen un terreno excepcional.
La pista atlética tiene características importantes para realizar campeonatos ya que cuenta con una cancha alterna que se prestaría para la fase de precalentamiento y un material sintético ajustado a los cánones internacionales.
Para los medios de comunicación se cuenta con 200 puestos en las tribunas con capacidad de ampliarlos a 400. Además se suman 30 cabinas para 6 personas, por cada una de las cuales 8 son exclusivas para la radio.
Las salas de prensa están acondicionadas para 120 periodistas en 60 módulos de trabajo para 2 personas cada uno, junto con 2 salas de reuniones con una capacidad de 15 personas cada una y un bar restaurante adyacente a la zona del estadio.

## Hito histórico
Este estadio fue reinaugurado en la Copa América 2007 el 4 de julio de 2007 con el doble juego del grupo B, donde Robinho marcó el primer gol en la historia del estadio de penal contra Ecuador en el segundo tiempo.
El Deportivo Anzoátegui estrenó este estadio el 5 de agosto de 2007 contra el Unión Atlético Maracaibo en un empate 1-1 en el torneo Apertura.
El 12 de septiembre de 2007 se efectuó, en el estadio José Antonio Anzoátegui, por primera vez en la historia, un partido internacional de la Selección de fútbol de Venezuela, también fue la primera vez en la historia del estado Anzoátegui, que la selección juega oficialmente en su territorio. El partido fue un amistoso, preparatorio para las eliminatorias mundialistas del año 2010 y fue disputado contra Panamá, finalizando con empate a 1 gol. Más de 30 000 espectadores llenaron los espacios del principal estadio de Barcelona.
En ese partido en el minuto 94 del juego, Giancarlo Maldonado se convirtió también en el primer venezolano que anota un gol en representación de la selección nacional de fútbol en este estadio.
El 29 de enero del 2009 por primera vez en la historia se organizó el primer partido internacional del Deportivo Anzoátegui, el partido se trató sobre la Fase Preliminar de Ida de la Copa Libertadores 2009, contra el Deportivo Cuenca de Ecuador. En ese partido, en el minuto 10 del juego, Edgar Espíndola marcó el gol y se convirtió en el primer jugador y también extranjero que anota un gol del Deportivo Anzoátegui en un partido internacional, Johnny González fue el primer venezolano que anota un gol del Deportivo Anzoátegui en un partido internacional..

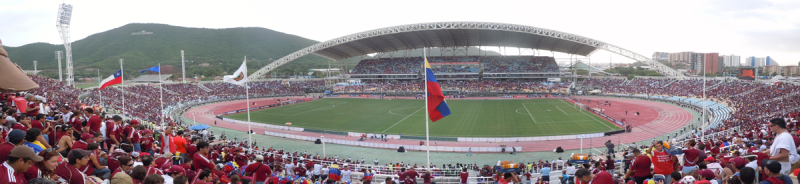
Panorámica del estadio en un partido de eliminatorias entre y en 2012.

## Eventos

### Copa América 2007
| Fecha              | Fase             | Equipo |                   | Resultado |                    | Equipo  | Espectadores |
| ------------------ | ---------------- | ------ | ----------------- | --------- | ------------------ | ------- | ------------ |
| 4 de julio de 2007 | Grupo B          | México | Bandera de México | 0 - 0     | Bandera de Chile   | Chile   | 40 000       |
| 4 de julio de 2007 | Grupo B          | Brasil | Bandera de Brasil | 1 - 0     | Bandera de Ecuador | Ecuador | 34 000       |
| 7 de julio de 2007 | Cuartos de final | Chile  | Bandera de Chile  | 1 - 6     | Bandera de Brasil  | Brasil  | 40 000       |

### Campeonato Sudamericano Sub-20 de 2009
| 31 de enero de 2009, 20:30 | Venezuela                            | 2:1 (1:1) | Colombia   | Estadio José Antonio Anzoátegui, Puerto La Cruz                      |                                                                      |
|                            | del Valle 35' (pen.) · Fernández 60' | Reporte   | Blanco 13' | Asistencia: 15.000 espectadores Árbitro(s): Saúl Laverni (Argentina) | Asistencia: 15.000 espectadores Árbitro(s): Saúl Laverni (Argentina) |

## Conciertos
Conciertos realizados:
| Fecha                    | Artista        | Tour/evento                                    |
| ------------------------ | -------------- | ---------------------------------------------- |
| 18 de julio de 2008      | Wisin & Yandel | Los Extraterrestres, Otra Dimension World Tour |
| 30 de septiembre de 2009 | Ricardo Arjona | Quinto Piso Tour                               |
| 22 de abril de 2010      | Aventura       | The Last Tour                                  |
| 7 de marzo de 2012       | Maná           | Drama y Luz World Tour                         |
| 13 de junio de 2012      | Romeo Santos   | The King Stays King                            |
| 4 de julio de 2012       | Ricardo Arjona | Metamorfosis World Tour                        |
| 14 de julio de 2012      | Zapato 3       | La Última Cruzada                              |